# Leptataspis kiangensis
Leptataspis kiangensis är en insektsart som beskrevs av Victor Lallemand 1939. Leptataspis kiangensis ingår i släktet Leptataspis och familjen spottstritar. Inga underarter finns listade i Catalogue of Life.